# Gert Jõeäär
Gert Jõeäär (Tallinn, 9 de juliol de 1987) és un ciclista estonià, professional des del 2009, tot i que entre el 2010 i 2012 es va requalificar novament com a amateur. El 2013 fitxa per l'equip Cofidis. En el seu palmarès destaquen els Tres dies de Flandes Occidental del 2014.

## Palmarès
- 2005
  - Vencedor d'una etapa del Tour de la regió de Łódź
- 2008
  -  Campionat d'Estònia en contrarellotge sub-23
- 2011
  - Vencedor d'una etapa al Tour de la Manche
  - Vencedor d'una etapa a la Ronda de l'Oise
- 2012
  - 1r a la París-Chauny
  - Vencedor de 2 etapes al Tour de la Manche
  - Vencedor d'una etapa a la Ronda de l'Oise
- 2013
  - 1r a la Volta a Estònia i vencedor d'una etapa
- 2014
  -  Campió d'Estònia en contrarellotge
  - 1r als Tres dies de Flandes Occidental i vencedor d'una etapa
- 2015
  -  Campió d'Estònia en ruta
  -  Campió d'Estònia en contrarellotge
- 2016
  -  Campió d'Estònia en contrarellotge
- 2017
  -  Campió d'Estònia en ruta
  - Vencedor d'una etapa a la Volta a Estònia
- 2018
  - Vencedor d'una etapa a la Baltic Chain Tour
- 2020
  - 1r a la Baltic Chain Tour i vencedor d'una etapa

### Resultats a la Volta a Espanya
- 2014. 152è de la classificació general